# Windward (fleuve)
Le fleuve Windward  ( anglais : Windward River) est un cours d’eau de la région du Fiordland,dans l’Île du Sud de la Nouvelle-Zélande,

## Géographie
Il s’écoule dans le « Gold Arm »,dans « Charles Sound ».  L’estuaire du fleuve rivière Windward est protégé par le Kahukura (Gold Arm) Marine Reserve.